# 15916 Shigeoyamada
15916 Shigeoyamada è un asteroide della fascia principale. Scoperto nel 1997, presenta un'orbita caratterizzata da un semiasse maggiore pari a 2,4007225 UA e da un'eccentricità di 0,0520098, inclinata di 3,76315° rispetto all'eclittica.